# Anaua unica
Anaua unica är en spindelart som beskrevs av Forster 1970. Anaua unica ingår i släktet Anaua och familjen Cycloctenidae. Inga underarter finns listade i Catalogue of Life.